# 樊桥水库
樊桥水库是中国湖北省荆门市沙洋县境内的一座水库，位于长湖支流鲍河上，建于1975年。水库正常库容为748万立方米，集雨面积为16.5平方千米，海拔为82.9米。